# Visconde de Serpa Pinto
Visconde de Serpa Pinto é um título nobiliárquico criado por D. Carlos I de Portugal, por Decreto de 24 de Janeiro de 1899, em favor de Alexandre Alberto da Rocha de Serpa Pinto.
Titulares
1. Alexandre Alberto da Rocha de Serpa Pinto, 1.º Visconde de Serpa Pinto.

Após a Implantação da República Portuguesa, e com o fim do sistema nobiliárquico, usaram o título: 
1. Alexandre Alberto de Serpa Pinto Moreira, 2.º Visconde de Serpa Pinto;
2. Alexandre Alberto de Serpa Pinto Burmester, 3.º Visconde de Serpa Pinto.